# Кожевников, Иван Яковлевич
Ива́н Я́ковлевич Коже́вников (1866 — после 1917) — русский предприниматель и общественный деятель, член III Государственной думы от Тамбовской губернии.

## Биография
Православный. Из купеческой семьи, потомственный почётный гражданин. Землевладелец Козловского уезда (900 десятин) и домовладелец (дом в Козлове, оцененный в 150 тысяч рублей).
Окончил частную гимназию в Москве. Был предпринимателем: занимался мучной торговлей, владел мельницей.
С 1889 года состоял директором Козловского тюремного комитета, с 1895 — членом Козловского епархиальнаго училищного совета, а с 1903 — казначеем попечительного совета Козловской женской гимназии. В 1903 году был избран гласным и председателем Козловской городской думы, гласным Козловского уездного земского собрания и членом уездного благотворительного комитета при земской управе. Был председателем Козловского отдела «Союза 17 октября».
В русско-японскую войну был заведующим эвакуационного лазарета Козловского комитета Красного Креста, а затем — заведующим хозяйственной частью козловской Боголюбской общины сестер милосердия.
В 1907 году был избран членом III Государственной думы от Тамбовской губернии. Входил во фракцию октябристов. Состоял докладчиком комиссии по исполнению государственной росписи доходов и расходов, а также членом комиссий: по городским делам, по рыболовству, по исполнению государственной росписи доходов и расходов и продовольственной.
На выборах в IV Государственную думу был выборщиком от съезда землевладельцев Козловского уезда, но не набрал необходимого числа голосов.
Судьба после 1917 года неизвестна. Был женат.